# Dysschema indecisa
Dysschema indecisa là một loài bướm đêm thuộc phân họ Arctiinae, họ Erebidae.